# مورچه‌قاپ‌ها
مورچه‌قاپ‌ها (نام علمی: Pithys) نام یک سرده از تیره مورچه‌مرغ است.